# Golden Hour
Golden Hour (englisch „Goldene Stunde“) ist das vierte Studioalbum der US-amerikanischen Countrysängerin und Songschreiberin Kacey Musgraves. Es wurde am 30. März 2018 unter dem Label MCA Nashville veröffentlicht. Musgraves schrieb an allen Songs mit und produzierte es zusammen mit Daniel Tashian und Ian Fitchuk. Das Album stieg in den Vereinigten Staaten auf Platz vier der Albumcharts ein.
Golden Hour bekam sehr positive Kritik von Musikkritikern und gewann die Grammys für das Album des Jahres im Jahr 2019 und für das beste Country-Album. Die beiden ersten Singles Butterflies und Space Cowboy wurden ebenfalls mit einem Grammy in den Kategorien Best Country Solo Performance und bester Country-Song ausgezeichnet. Auch wurde das Album als bestes Album bei den 52. Annual Country Music Association Awards ausgezeichnet.

## Entstehung
Musgraves schrieb und nahm die meisten Lieder des Albums im Jahr 2017 auf. Ein Teil davon wurde in einem Studio über einem Pferdestall aufgenommen, der im Besitz der Musikerin Sheryl Crow ist. Musgraves sagte dazu, sie habe hier viel mehr Liebeslieder geschrieben als für die vorherigen Alben.

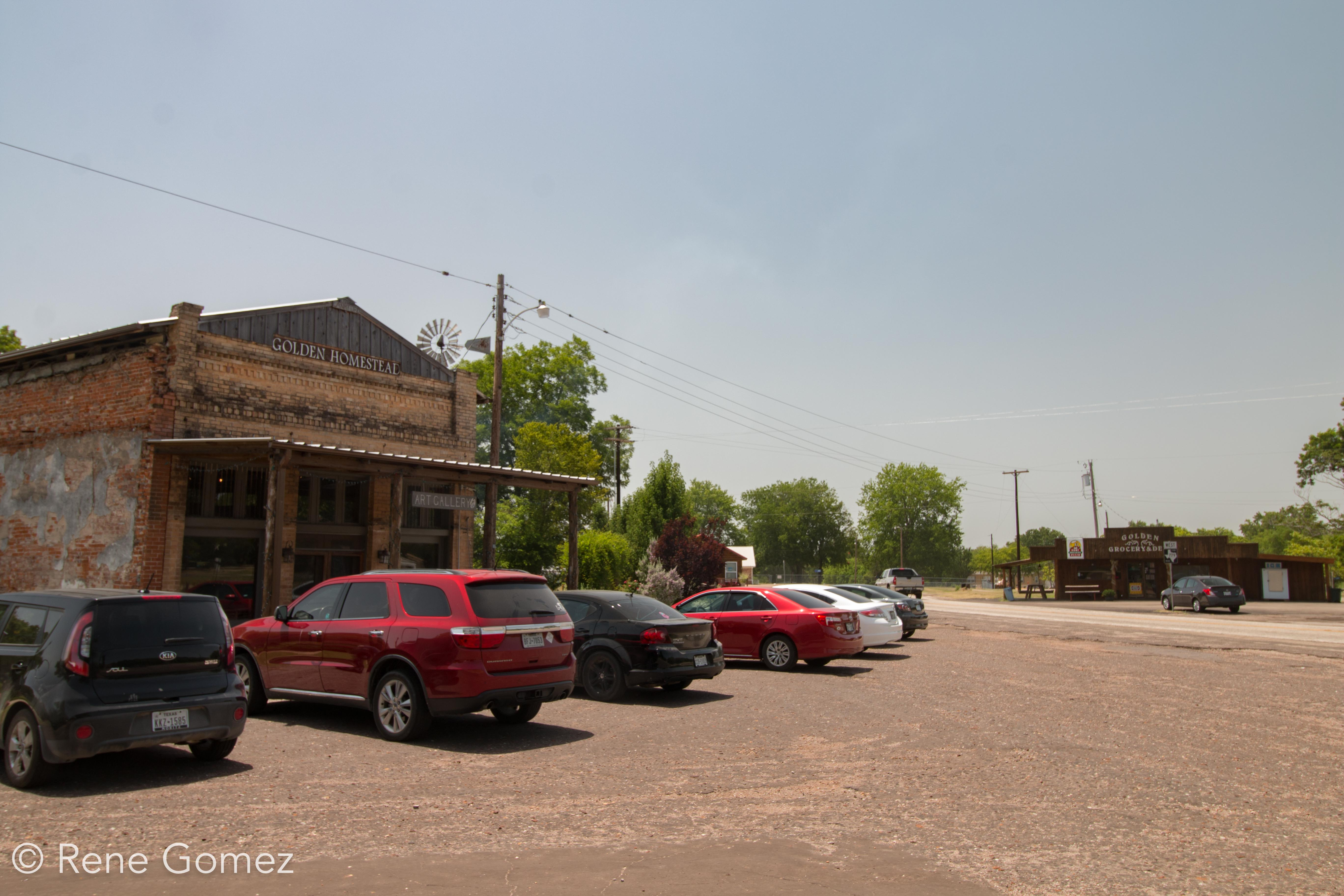
Rund um Golden, Texas, der Heimatstadt von Musgraves entstand das Cover des Albums

Das Cover für Golden Hour nahm Musgraves Schwester Kelly Christine Sutton in einem Fotoshooting rund um ihre Heimatstadt Golden in Texas auf. Sie hatten bereits bei den Covern der drei vorhergehenden Alben zusammengearbeitet. Sutton sagte dazu, dass Musgraves unbedingt den Papierfächer hatte einsetzen wollen; sie habe sich das Ergebnis aber zu Beginn nicht vorstellen können. Es wurde auf einem großen Feld ohne Bäume mit dem Himmel im Hintergrund aufgenommen – unmittelbar nach der Aufnahme wussten beide, dass dies das Cover werden würde.

## Singles
Am 23. Februar 2018 erschien mit Butterflies und Space Cowboy eine Doppelsingle als erste Veröffentlichung aus dem Album. Diese wurde in einer limitierten Auflage in Form einer Vinyl an Fans verkauft. Als dritte Single wurde am 25. Juni 2018 der Song High Horse veröffentlicht. Als vierte Single erschien am 16. Oktober 2018 der Song Slow Burn. Zu den ersten drei Singles wurde jeweils ein Musikvideo gedreht und auf YouTube veröffentlicht. Auch zur fünften Single Rainbow, welche am 10. Februar 2019 erschien, wurde ein Video veröffentlicht. Als sechste und letzte Single erschien am 9. Mai 2019 der Song Oh, What a World.

## Tour
Am 10. März 2018 kündigte Musgraves während eines Auftrittes beim Country to Country Musikfestival in London die Oh, What a World Tour an. Die ersten zwölf Tourdaten wurden am 12. März bekanntgegeben. Die Tour begann am 13. Oktober 2018 mit einem Konzert in Norwegens Hauptstadt Oslo.

## Titelliste
| Nr.          | Titel                | Autor(en)                                            | Länge |
| ------------ | -------------------- | ---------------------------------------------------- | ----- |
| 1.           | Slow Burn            | Kacey Musgraves, Ian Fitchuk, Daniel Tashian         | 4:06  |
| 2.           | Lonely Weekend       | Musgraves, Fitchuk, Tashian                          | 3:46  |
| 3.           | Butterflies          | Musgraves, Natalie Hemby, Luke Laird                 | 3:39  |
| 4.           | Oh, What a World     | Musgraves, Fitchuk, Tashian                          | 4:01  |
| 5.           | Mother               | Musgraves, Fitchuk, Tashian                          | 1:18  |
| 6.           | Love Is a Wild Thing | Musgraves, Fitchuk, Tashian                          | 4:16  |
| 7.           | Space Cowboy         | Musgraves, Laird, Shane McAnally                     | 3:36  |
| 8.           | Happy & Sad          | Musgraves, Fitchuk, Tashian                          | 4:03  |
| 9.           | Velvet Elvis         | Musgraves, Hemby, Luke Dick                          | 2:34  |
| 10.          | Wonder Woman         | Musgraves, Jesse Frasure, Hillary Lindsey, Amy Wadge | 4:00  |
| 11.          | High Horse           | Musgraves, Trent Dabbs, Tommy English                | 3:33  |
| 12.          | Golden Hour          | Musgraves, Fitchuk, Tashian                          | 3:18  |
| 13.          | Rainbow              | Musgraves, Hemby, McAnally                           | 3:34  |
| Gesamtlänge: | Gesamtlänge:         | Gesamtlänge:                                         | 48:39 |

## Mitwirkende
Musiker
- David Davidson – Violine (Lieder: 1, 8, 11), Viola (Lieder: 1, 8, 11)
- Dan Dugmore – Pedal-Steel-Gitarre (Lieder: 6–7)
- Shawn Everett – „Dolphin Magic“ (Lied 8)
- Ian Fitchuk – Schlagzeug (Lieder: 1–4, 6–12), Keyboard (Lieder: 1–2, 4, 6–8, 10–11), Bassgitarre (Lieder: 2, 4, 6, 8–9, 11), Perkussion (Lieder: 2, 4, 6–11), Klavier (Lieder: 3, 5, 7–8, 10–13), Roland Juno-60 (Lieder: 3, 12), Vocoder (Lied 4), Banjo (Lied 4), Wurlitzer Electric Piano (Lied 8), Musikprogrammierung (Lied 8), E-Gitarre (Lieder: 9, 11), Bass-Synthesizer (Lieder: 10–11)
- Todd Lombardo – Akustikgitarre (Lieder: 1–4, 6–12), E-Gitarre (Lieder: 1, 3, 6, 8, 11–12), Banjo (Lieder: 1, 3, 11), Nashville Tuning (High Strung) Akustikgitarre (Lied 2), Baritongitarre (Lieder: 8, 12), Slide-Gitarre (Lied 8), Klassische Gitarre (Lieder: 9, 11)
- Kacey Musgraves – Gesang, Akustikgitarre (Lieder: 3, 9, 12)
- Russ Pahl – Pedal-Steel-Gitarre (Lieder: 3, 8, 12)
- Carole Rabinowitz – Cello (Lieder: 1, 8, 11)
- Kyle Ryan – E-Gitarre (Lied 9)
- Justin Schipper – Pedal-Steel-Gitarre (Lied 4)
- Daniel Tashian – Keyboard (Lieder: 1–2, 4, 7–8, 11), Bassgitarre (Lieder: 1, 3, 7, 10, 12), Hintergrundgesang (Lieder: 1–2, 4, 6–9, 12), Fender Stratocaster (Lieder: 2, 8–9), Baritongitarre (Lieder: 3, 12), Akustikgitarre (Lieder: 4, 6–7, 11), E-Gitarre (Lieder: 4, 6, 10–11), Banjo (Lied 6), Celesta (Lied 6), E-Mandoline (Lied 8), Musikprogrammierung (Lied 8), Vibraphon (Lied 9), MIDI-Streicher (Lied 9), Klassische Gitarre (Lied 9), Elektron Octatrack (Lied 10), Fender Rhodes (Lied 10)

Technik
- Craig Alvin – Aufnahme, Abmischung (Lieder: 5, 13)
- Greg Calbi – Mastering
- Shawn Everett – Abmischung (Lieder: 1–2, 4, 6–10, 12)
- Steve Fallone – Mastering
- Ian Fitchuk – Produzent
- Serban Ghenea – Abmischung (Lieder: 3, 11)
- John Hanes – Mischtonmeister
- Gena Johnson – Produktions Koordinator
- Jordan Lehning – Bearbeitung
- Kacey Musgraves – Produzent, Artdirektor
- Karen Naff – Design Koordinator
- Zack Pancoast – Aufnahmeassistent
- Bobby Shin – Streicheraufnahme
- Kelly Christine Sutton – Artdirektor, Designerin, Fotograf
- Daniel Tashian – Produzent
- Alberto Vaz – Aufnahmeassistent
- Ivan Wayman – Abmischassistent

## Kommerzieller Erfolg

### Chartplatzierungen
| ChartsChartplatzierungen       | Höchstplatzierung | Wochen |
| ------------------------------ | ----------------- | ------ |
| Schweiz (IFPI)                 | 43 (3 Wo.)        | 3      |
| Vereinigte Staaten (Billboard) | 4 (94 Wo.)        | 94     |
| Vereinigtes Königreich (OCC)   | 6 (3 Wo.)         | 3      |

| ChartsJahrescharts (2019)      | Platzierung |
| ------------------------------ | ----------- |
| Vereinigte Staaten (Billboard) | 86          |

### Auszeichnungen für Musikverkäufe
| Land/Region                  | Auszeichnungen für Musikverkäufe (Land/Region, Auszeichnung, Verkäufe) | Verkäufe  |
| ---------------------------- | ---------------------------------------------------------------------- | --------- |
| Kanada (MC)                  | Platin                                                                 | 80.000    |
| Neuseeland (RMNZ)            | Gold                                                                   | 7.500     |
| Vereinigte Staaten (RIAA)    | Platin                                                                 | 1.000.000 |
| Vereinigtes Königreich (BPI) | Gold                                                                   | 100.000   |
| Insgesamt                    | 2× Gold · 2× Platin ·                                                  | 1.187.500 |